# Schloss Metternich

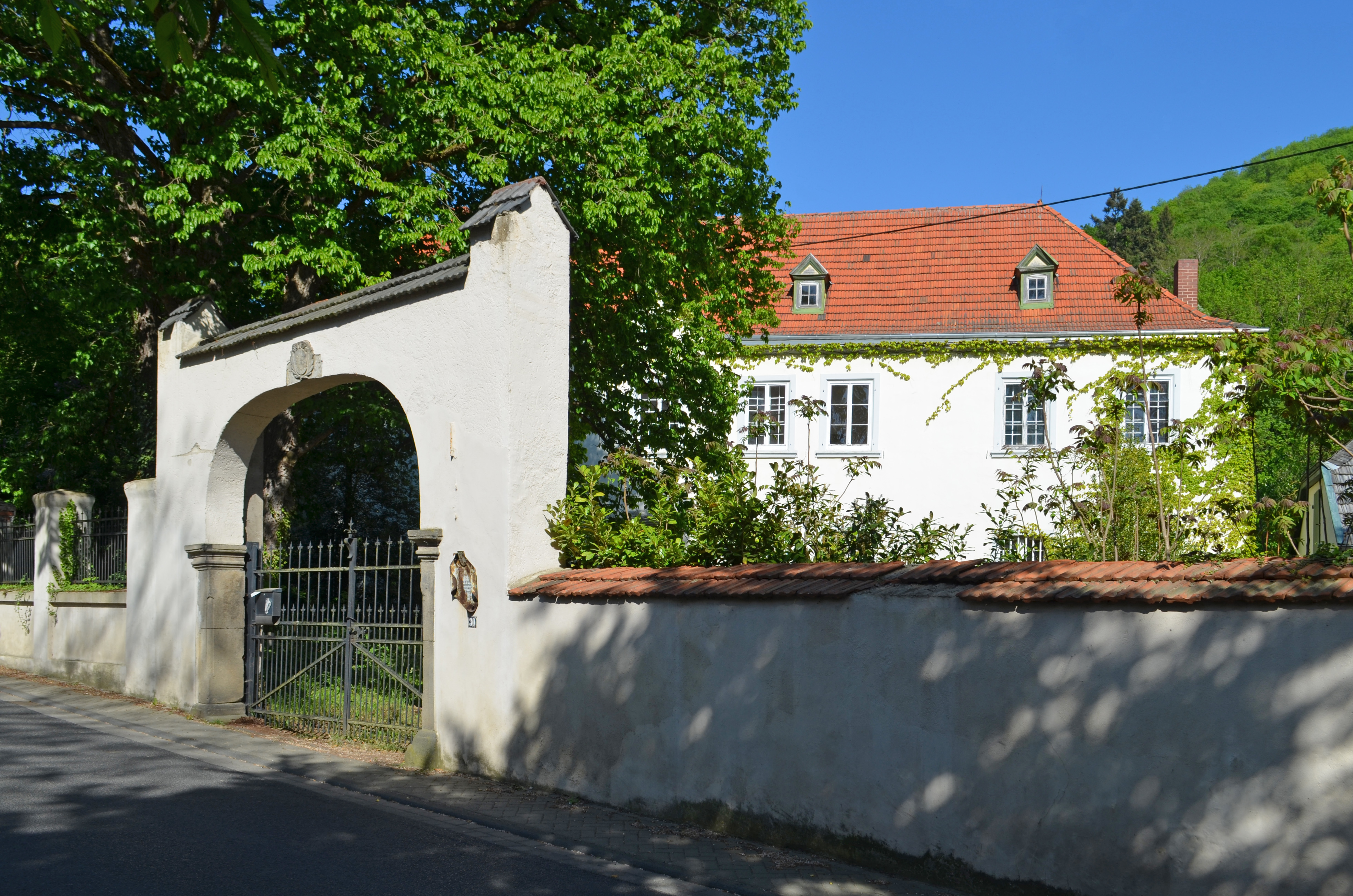
Schloss Metternich

Das Schloss Metternich, auch Haus Metternich, Haus Heppingen und Heppinger Hof genannt, ist ein Herrenhaus in Heppingen, einem Stadtteil von Bad Neuenahr-Ahrweiler im rheinland-pfälzischen Landkreis Ahrweiler. Es ist ein schützenswertes Kulturdenkmal.

## Geschichte
Das in der Burgstraße 30 in Heppingen befindliche Gebäude wurde bis 2018 von dem reichsgräflichen Zweig der weitverzweigten Familie Wolff-Metternich bewohnt. Dieser Zweig hat seinen Stammsitz auf Schloss Gracht in Liblar.
Schloss Metternich in Heppingen wurde 1736 von Franz Josef Wolff-Metternich gekauft und diente erst seit 1920 als Wohnsitz der Familie, als Josef Wolff-Metternich einzog. Dieser war der Gründer der Firma „Eifelfango Chemisch-Pharmazeutische Werke“ in Bad Neuenahr.
2018 kaufte der Koch und Restaurantbetreiber Hans Stefan Steinheuer das Anwesen.
Das Herrenhaus, ursprünglich eine Wasserburg der Grafen von Manderscheid-Blankenheim (1617 erstmals erwähnt), wurde zu Beginn des 18. Jahrhunderts als zweigeschossiger barocker Bau mit Walmdach errichtet. Nur wenige Zierelemente wie Fenstergesimse, das ausgeschmückte Portal und das Dachgesims geben ihm ein herrschaftliches Aussehen. Der achtachsige Bau besitzt über dem Portal einen kleinen Giebel mit einem ovalen Fenster im Giebelfeld. Der spätere Anbau einer Achse auf der linken und zweier Achsen auf der rechten Seite begründen die Asymmetrie.